# 러시아의 수산업

러시아는 세계 굴지의 어업국인 구소련의 주요 어장으로는 볼가·카스피해·흑해·아조프(Azov)해·극동·바렌츠(Barants)해 및 캄차카 연안이었는데 1977년에 200해리 어업전관수역(經濟水域)을 선포하였다. 이 조치로 캄차카·베링 지역으로 출어하고 있었던 한국의 원양어업계는 미국의 경제수역 선포까지 겹쳐 동지역에서의 조업을 포기해야 했다. 어종제한·쿼터제에 고율의 입어료를 지급하고서는 도저히 채산을 맞출 수 없었기 때문에 구소련의 수산업은 내수면어업 퇴조와 소련연방의 해체로 1988년 1,133만톤이던 어획량이 1993년에는 446만톤으로 급격해 감소했다.

## 같이 보기
- 소련의 농업